# الجدول الزمني للصحة العالمية
هذه الصفحة تحتوي على الجدول الزمني للصحة العالمية ويشمل المؤتمرات الرئيسية، التدخلات، العلاجات والأزمات.

## الصورة الكبرى

### فترة أواخر 1700 - 1930 (عصر ما قبل الحرب العالمية الثانية)
خلال فترة ما قبل الحرب العالمية الثانية، هناك ثلاثة اتجاهات كبيرة تعمل بشكل منفصل، ولكنها تؤثر في بعض الأحيان في بعضها البعض في التطور والنتائج.
أولاً، يؤدي اتجاه التحضر (الذي تموله الثورة الصناعية) بجانب زيادة التجارة العالمية والهجرة إلى تحديات جديدة، بما في ذلك تلك المتعلقة بالسلامة الصحية في المناطق الحضرية والأمراض المعدية/ والأوبئة. تحدث ستة أوبئة عالمية للكوليرا في هذه الفترة بسبب زيادة التجارة والهجرة.
ثانياً، هناك تطور كبير في النظرية الأساسية للمرض، والتقدم في تطوير اللقاحات والمضادات الحيوية، ومجموعة متنوعة من البرامج التجريبية الشاملة لاستئصالها ومكافحتها. مثال كبير على ذلك: أصبحت النظرية الجرثومية للأمراض مقبولة وشائعة نحو عام 1850. ومثال آخر كبير هو تطوير لقاح الجدري بواسطة إدوارد جينر في عام 1796. وتشمل جهود الاستئصال والمكافحة المنهجية لجنة روكفلر الصحية والجهود المبذولة للقضاء على مرض الجدري. يتم تطوير مضادات السموم واللقاحات للعديد من الأمراض بما في ذلك الكوليرا والسل خلال هذه الفترة، بناءً على اتجاه زيادة فهم الكائنات الدقيقة والسيطرة عليها.
المبحث الثالث خلال هذه الحقبة هو تشكيل العديد من التحالفات والمؤتمرات الدولية الأولية، بما في ذلك المؤتمرات الصحية الدولية، ومنظمة الصحة لشعب أمريكا، والمكتب الدولي للصحة العامة، واللجنة الصحية لعصبة الأمم. وهذا يرتبط ارتباطًا وثيقًا بالاتجاهين الآخرين. فعلى سبيل المثال، تعتبر كل من أوبئة الكوليرا المذكورة أعلاه، بالإضافة إلى الفهم العلمي المتزايد للنظرية الجرثومية للمرض، حافزًا رئيسيًا لإقامة المؤتمرات الصحية الدولية.

### فترة الأربعينيات - أوائل الستينات (فترة ما بعد الحرب العالمية الثانية)
عقب نهاية الحرب العالمية الثانية، تشكلت المجموعة الأولى من المنظمات الكبرى الدولية منها والمحلية (بتعاون دولي)، من بينها الأمم المتحدة ومنظمة الصحة العالمية. بدءاً بإدارة الأمم المتحدة للإغاثة والتأهيل لإغاثة ضحايا الحرب عام 1943، حيث دفع الضغط الكبير الأمم المتحدة لبدء إنشاء مبادرات صحية واسعة النطاق، منظمات غير حكومية، وبرامج صحية عالمية في جميع أنحاء العالم وذلك لتحسين جودة الحياة في جميع أنحاء العالم. تعتبر اليونيسيف، منظمة الصحة العالمية وإدارة الأمم المتحدة للإغاثة والتأهيل جزءاً من جهود الأمم المتحدة للاستفادة من نظام الصحة العالمية بدءا من الدول النامية. وتهدف هذه البرامج المختلفة إلى تقديم يد العون للمساعي الاقتصادية من خلال منح القروض، برامج الوقاية من الأمراض المباشرة والتثقيف الصحي وغيرهم.

### عام
- قائمة الأمراض التي تم القضاء عليها من الولايات المتحدة
- تسلسل زمني للقاح

### تسلسل زمني للأمراض
- الجدول الزمني للملاريا
- الجدول الزمني لفيروس نقص المناعة المكتسبة/ الإيدز
- الجدول الزمني للكوليرا
- الجدول الزمني للإنفلونزا
- الجدول الزمني لمرض الزهايمر
- الجدول الزمني للسكتة الدماغية
- الجدول الزمني لأمراض القلب والأوعية الدموية
- الجدول الزمني للقضاء على الديدان

### رعاية صحية تبعاً للبلد
- الجدول الزمني للرعاية الصحية في الهند
- الجدول الزمني للرعاية الصحية في الصين
- الجدول الزمني للرعاية الصحية في اليابان
- الجدول الزمني للرعاية الصحية في كوبا
- الجدول الزمني للرعاية الصحية في ألمانيا
- الجدول الزمني للرعاية الصحية في مصر
- الجدول الزمني للرعاية الصحية في نيجيريا
- الجدول الزمني للرعاية الصحية في كينيا

### أخرى
- تحديد الأولويات في مجال الصحة العالمية
- الجدول الزمني للطب النفسي